# Острів собак (фільм)
«Острів собак» (англ. Isle of Dogs) — ляльковий анімаційний пригодницький фентезійний фільм спільного виробництва США та Німеччини 2018 року, знятий режисером Весом Андерсоном. Світова прем'єра фільму відбулася 15 лютого 2018 на відкритті 68-го Берлінського міжнародного кінофестивалю, де він брав участь в основній конкурсній програмі Вес Андерсон здобув на фестивалі «Срібного ведмедя» за найкращу режисерську роботу .
Дія фільму відбувається в Японії в недалекому майбутньому. Головний герой — 12-річний Атарі Кобаяші, підопічний корумпованого мера міста Мегасакі, з відома якого в місті відбувається масове відловлювання собак — безпритульних і домашніх. Тварин відправляють на острів-звалище, куди вже багато років вивозять відходи людської цивілізації. Хлопчик, виявивши пропажу свого пса Спота, вирушає на його пошуки на Острів собак.

## Сюжет

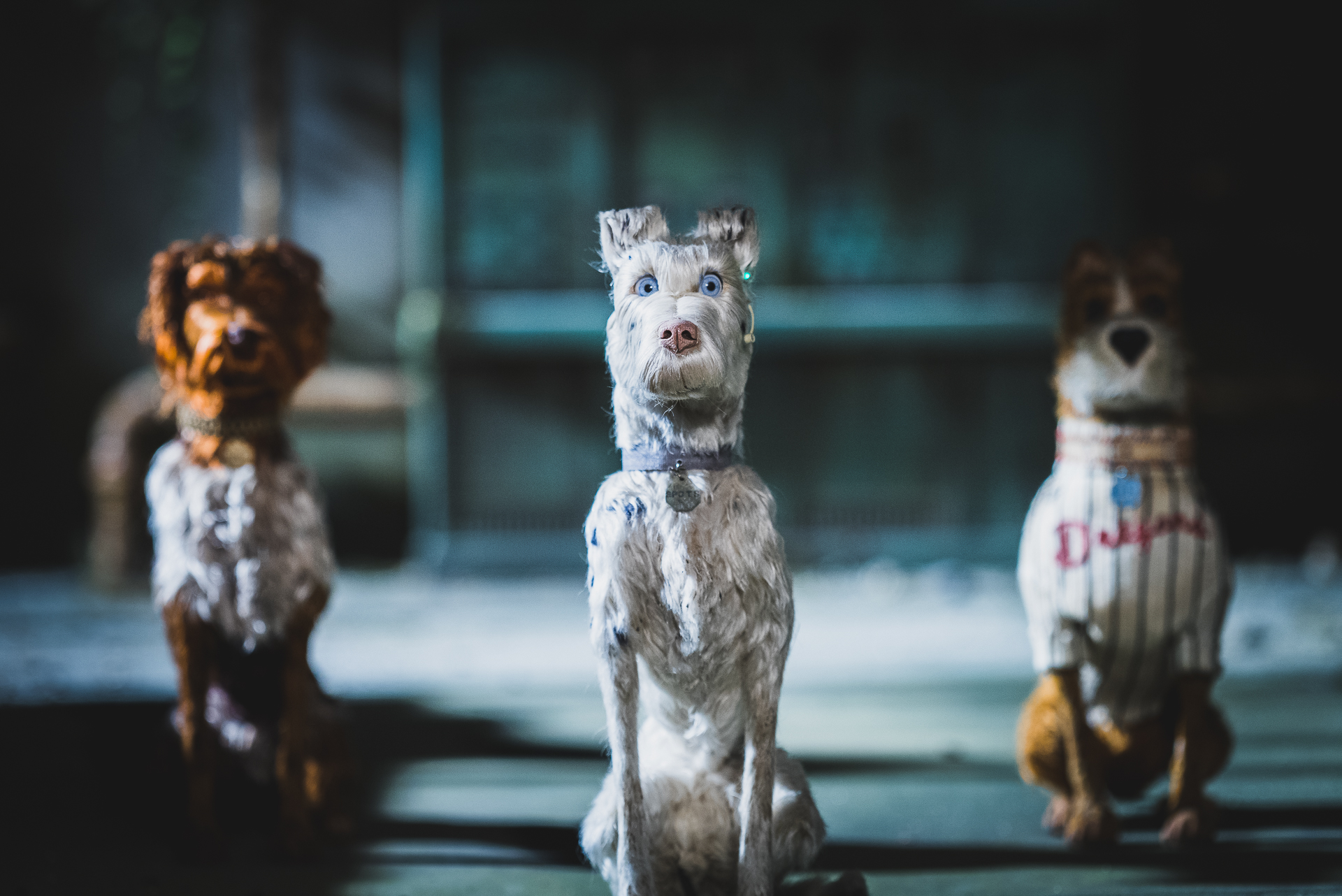
Пес Спот (посередині)

Фільм починається монологом чорного пса, що розповідає легенду про хлопчика, який колись урятував собак від цілковитого винищення самурайським кланом Кобаяші.
У 2038 році по Японії поширюється «собачий грип», небезпечний також для людей. Кенджі Кобаяші, мер вигаданого міста Мегасакі, видає указ про виселення всіх собак на Сміттєвий острів. Він не зважає на слова професора Ватанабе, політичного опонента мера, який заявляє, що близький до створення ліків. Першим депортованим собакою стає білий пес на кличку Спот, який належав 12-річному сироті Атарі Кобаяші, прийнятому мером на виховання.
Через пів року острів став наповнений собаками. Вони борються між собою за їжу та діляться розповідями про своє минуле. Чорний пес Шеф, якому набридли скарги собак на погане життя, закликає їх не чекати дива, а дбати самим про себе. Атарі в пошуках Спота викрадає літак і летить на Сміттєвий острів, відомий тепер як «Острів собак». Його літак розбивається і хлопчика знаходить зграя Шефа. Завдяки електронним перекладачам хлопчик може розуміти собачу мову. З їхньою допомогою Атарі знаходить замкнену клітку, в якій лежить скелет, але це виявляється скелет не Спота, а Спорта. Потім Атарі з собаками відбиваються від команди рятувальників, яку мер Кобаяші відправив, щоб забрати Атарі. Хлопчик вирішує продовжити пошуки Спота, і зграя вирішує йому допомогти.
Спочатку Шеф відмовляється слухатися наказів людини, але потім його переконує Кориця, колишня виставкова собака. Зграя вирішує, що Атарі вартий допомоги і звертається за порадою до мудрих собак Юпітера та Сивіли, які припускають, що Спот міг потрапити до племені собак-канібалів.
Тим часом Ватанабе нарешті розробляє успішну сироватку і показує результати Кобаяші. Той садить професора під домашній арешт і вбиває отруєним суші. Трейсі Вокер, американська студентка за обміном і учасниця групи екоактивістів, підозрює змову та починає розслідування. У процесі розслідування вона закохується в Атарі, про якого дізналася з новин. Виявляється, Кобаяші та його політична партія фактично несуть відповідальність за спалах собачого грипу, прагнучи знищити собак після того, як предки Кобаяші, які любили котів, намагалися це зробити 1000 років тому; але їхню спробу зірвав хлопчик, схожий на Атарі.
Під час подорожі Атарі з собаками проходять повз різні ландшафти, з яких стає відомо, що Острів собак колись був населений людьми, але його покинули через цунамі. Шеф і Атарі відокремлюються від решти групи. Атарі купає Шефа та виявляє, що його шерсть насправді біла. Шеф виявляється з того ж виводку, що і Спот. Вночі Атарі, Шефа та інших собак оточує наступна рятувальна команда, щоб забрати хлопчика.
У флешбеці з'ясовується, що Спот потрапив до зграї здичавілих піддослідних собак, які вже жили на острові. Їх вважають канібалами, але вони з'їли свого хворого ватажка через голод. Потім Спот став ватажком зграї, а собака М'ята завагітніла від нього.
Спот рятує Атарі, допомагаючи йому з Шефом утекти. Спот просить хлопчика звільнити його від обов'язків охоронця, бо тепер Спот відповідає за зграю. Впізнавши в Шефі свого брата, Спот передає йому роль охоронця Атарі. В той час хлопчика вважають загиблим. Кенджі Кобаяші покладає вину на собак і наказує вбити їх усіх отруйним газом. Тоді собаки вирішують доплисти через море в Мегасакі.
Трейсі знаходить колегу професора Ватанабе, Йоко Оно, та отримує від неї флакон сироватки від собачого грипу. На церемонії переобрання Кенджі Кобаяші готується віддати наказ про знищення собак. Активісти вриваються до зали, де відбувається інавгурація мера, та вимагають перерахувати голоси. Трейсі розповідає присутнім, що Атарі живий. Мер усе заперечує та наказує вигнати її назад до Америки.
Атарі з собаками з'являються в залі за мить до того, як мер натиснув би кнопку для поширення отруйного газу. Сироватку випробовують на Шефі, засвідчуючи, що вона діє. Атарі звертається до натовпу з хайку «Ліхтар Атарі», що відроджує в людей симпатію до собак. Зворушений словами Атарі, мер скасовує заборону на проживання собак у місті. Дворецький мера натискає кнопку, спалахує бійка, в якій Спот і Атарі зазнають поранень. Сигнал про винищення собак, які лишилися на острові, не доходить через диверсію активістів.
Оскільки Атарі втратив одну нирку раніше в аварії, а тепер другу, Кенджі Кобаяші дає свою для пересадки. Вилікувані собаки повертаються до своїх хазяїв, а Кенджі зі своїми поплічниками відправлені на громадські роботи. Атарі посідає посаду мера і починає зустрічатися з Трейсі. Шеф та Кориця стають їхніми собаками-охоронцями. На честь Спота поставлено пам'ятник у той час як сам Спот із М'ятою та цуценятами живе при синтоїстському храмі.

## Ролі озвучували

### Собаки
| • Едвард Нортон      | … | Рекс   |
| • Браян Кренстон     | … | Шеф    |
| • Боб Балабан        | … | Кінг   |
| • Джефф Голдблюм     | … | Дюк    |
| • Скарлетт Йоганссон | … | Кориця |
| • Білл Мюррей        | … | Бос    |
| • Тільда Свінтон     | … | Сивіла |
| • Гарві Кейтель      | … | Гондо  |
| • Фішер Стівенс      | … | Скрап  |
| • Лев Шрайбер        | … | Спотс  |
| • Роман Коппола      | … | Ігор   |
| • Ф. Мюррей Абрахам  | … | Юпітер |

### Люди
| • Кою Ранкін          | … | Атарі Кобаяші             |
| • Кунічі Номура       | … | мер Кенджі Кобаяші        |
| • Акіра Такаяма       | … | дворецький                |
| • Грета Гервіг        | … | Трейсі Волкер             |
| • Френсіс Мак-Дорманд | … | репортерка Нельсон        |
| • Ватанабе Кен        | … | головний хірург           |
| • Йоко Оно            | … | асистент                  |
| • Кортні Б. Венс      | … | диктор                    |
| • Рюхей Мацуда        | … | молодий вчений #4; бармен |

## Український дубляж
- Шеф — Борис Георгієвський,
- Рекс — Іван Розін,
- Кінг — Володимир Терещук,
- Бос — Сергій Солопай,
- Дюк — Олег Лепенець,
- Трейсі — Єлизавета Зіновенко,
- Нельсон — Олена Узлюк,
- Кориця — Наталя Романько-Кисельова,
- Ґондо — Валерій Легін,
- Юпітер — Олександр Ігнатуша,
- Йоко-Оно — Інна Бєлікова,
- Сивіла — Тамара Морозова,
- Брухт — Дмитро Бузинський,
- Хіроші — Руслан Драпалюк,
- Спот — Андрій Твердак,
- Диктор — Кирило Нікітенко,
- Ерні — Віктор Григор'єв,
- Перекладач — Михайло Войчук,
- М'ята — Вікторія Кулініч,
- Чоловічі епізоди та гуртівка — Олександр Солодкий, Дмитро Рассказов (Тварковський), В'ячеслав Дудко,
- Атарі — Дмитро Зленко (українською), Койю Ранкін (японською),
- Мер Кобаяші — Кунічі Номура (японською),
- Дворецький — Акіра Такаяма,
- Професор Ватанабе — Акіра Іто,
- Головний хірург — Кен Ватанабе,
- Аунті — Марі Натсукі

Фільм дубльовано на студії Postmodern, зміксовано на студії Deluxe Media у 2018 році.
- Перекладач — Олег Пашин Режисер дубляжу — Ганна Пащенко Звукорежисер — Денис Подляський Менеджер проекту — Ольга Негієвич

## Знімальна група
- Автори сценарію — Вес Андерсон, сюжет: Вес Андерсон, Роман Коппола, Куніті Номура, Джейсон Шварцман
- Режисер-постановник — Вес Андерсон
- Продюсери — Вес Андерсон, Джеремі Доусон, Стівен Рейлс, Скотт Рудін
- Виконавчі продюсери — Елі Буш, Моллі Купер, Крістоф Фиссер, Геннінг Мольфентер, Чарлі Вебкен
- Анімаційний продюсер — Саймон Квінн
- Співпродюсер — Октавія Пейссел
- Оператор — Трістан Олівер
- Композитор — Александр Деспла
- Монтаж — Едвард Берш, Ральф Фостер, Ендрю Вайсблум
- Художник-постановник — Пол Геррод, Адам Штокгаузен
- Артдиректор — Курт Ендерле

## Виробництво

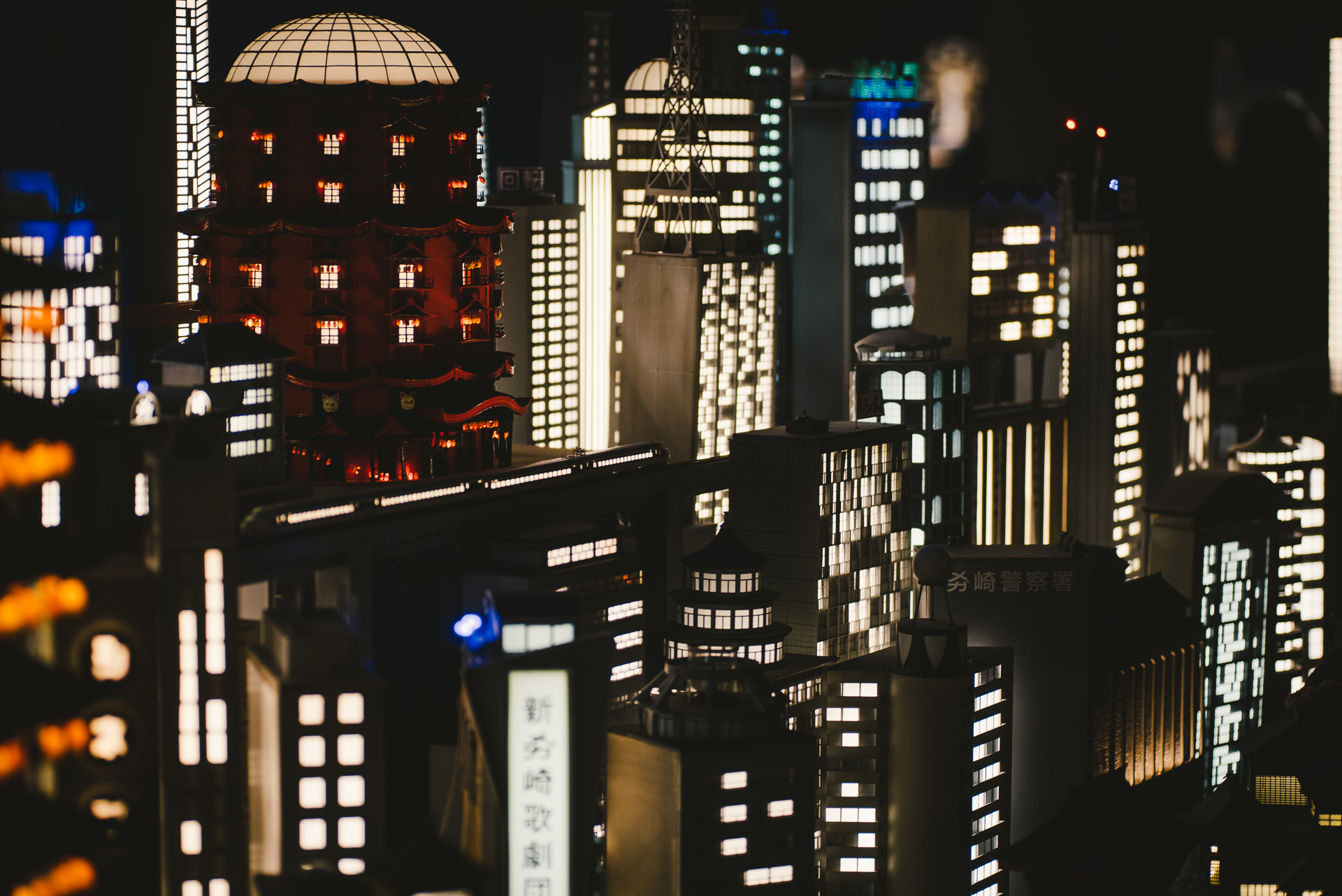
Мініатюри міста Мегасакі

### Анонс
У жовтні 2015 року Вес Андерсон оголосив, що він має намір повернутися до виробництва анімації та зняти фільм про собак за участю Едварда Нортона, Браяна Кренстона і Боба Балабана.

### Зйомки фільму
Виробництво почалося в жовтні 2016 року в Англії.
Режисер також оголосив про співпрацю з організацією The Film Foundation, що займається відновленням і збереженням світової кіноспадщини.

### Реліз
23 грудня 2016 року Fox Searchlight Pictures придбала права на поширення фільму у всьому світі, оголосивши його вихід на екрани в 2018 році. В українському кінопрокаті фільм з 14 червня 2018 року.
На початку грудня 2017 стало відомо, що світова прем'єра фільму відбудеться 15 лютого 2018 року на відкритті 68-го Берлінського міжнародного кінофестивалю. Це буде першим випадком в історії Берлінале, коли програму конкурсу відкриє неігровий фільм.

## Сприйняття
Фільм отримав 90 % схвальних відгуків на агрегаторі Rotten Tomatoes, і середню оцінку 82/100 на Metacritic. За рейтингом Rotten Tomatoes «Острів собак» посів 18-у позицію з-поміж 30-и найкращих мультфільмів усіх часів.
Браян Лоурі з CNN зазначив: «У певному сенсі „Острів собак“ схожий на повернення до анімаційних фільмів минулого, в яких тварини та деякі жорстокості, з якими вони стикаються, поєднувалися з дорослим тоном». Фільм може бути надто похмурим для дітей і надто дивним, принаймні з вигляду, для дорослих. Попри те це «надзвичайно амбітний фільм», чия суміш жанрів була ризикованою, але в підсумку виграшною. «„Острів собак“ — це водночас повідомлення про навколишнє середовище та права тварин, данина японському кіно та старомодна пригода хлопчика та його собаки».
На думку Стефані Захарек із журналу «Time», «Персонажі-собаки добре продумані — вони мають скуйовджену, запорошену шерсть і виразні носи у формі серця, — але персонажі-люди з їхньою восковою шкірою та скляними очима відштовхують». Андерсон доповнює фільм дотепними штрихами, але в ньому забагато деталей.

## Нагороди та номінації
| Список нагород та номінацій                | Список нагород та номінацій | Список нагород та номінацій                | Список нагород та номінацій | Список нагород та номінацій | Список нагород та номінацій |
| Кінопремія                                 | Рік                         | Категорія                                  | Номінант(и)                 | Результат                   | Дж                          |
| ------------------------------------------ | --------------------------- | ------------------------------------------ | --------------------------- | --------------------------- | --------------------------- |
| 68-й Берлінський міжнародний кінофестиваль | 2018                        | Золотий ведмідь                            | Острів собак                | Номінація                   | [ 2 ] [ 3 ]                 |
| 68-й Берлінський міжнародний кінофестиваль | 2018                        | «Срібний ведмідь» за найкращу режисуру     | Вес Андерсон                | Перемога                    | [ 4 ]                       |
| Премія «Золотий глобус»                    | 6.01.2019                   | Найкращий анімаційний фільм                | Острів собак                | Номінація                   |                             |
| Премія «Золотий глобус»                    | 6.01.2019                   | Найкраща музика до фільму                  | Александр Деспла            | Номінація                   |                             |
| Премія БАФТА                               | 10.02.2019                  | Найкращий анімаційний фільм                | Острів собак                | Номінація                   | [ 20 ]                      |
| Премія БАФТА                               | 10.02.2019                  | Найкраща музика до фільму                  | Александр Деспла            | Номінація                   | [ 20 ]                      |
| Премія «Оскар»                             | 24.02.2019                  | Найкращий анімаційний повнометражний фільм | Острів собак                | Номінація                   | [ 21 ]                      |
| Премія «Оскар»                             | 24.02.2019                  | Найкраща музика                            | Александр Деспла            | Номінація                   | [ 21 ]                      |